# Каноника, Луиджи
Кристофоро Maрия Луиджи Каноника (итал. Luigi Canonica; 9 марта 1764, Тессерет, кантон Тичино — 7 февраля 1844, Милан) — итальянский архитектор и градостроитель швейцарского происхождения, представитель архитектуры неоклассицизма. Его деятельность проходила главным образом в Милане, столице Ломбардии. С 1797 года он был национальным архитектором недолговечной Цизальпинской республики, а после падения наполеоновской Империи — архитектором Итальянского королевства.

## Биография

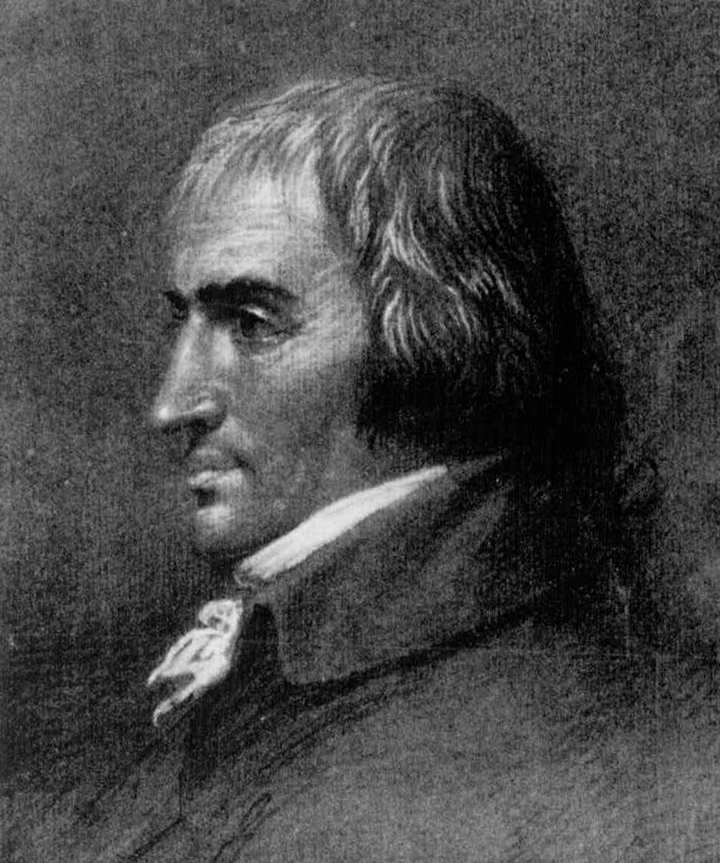
А. Аппиани. Портрет Л. Каноника. 1764. Итальянский карандаш, мел

Будущий архитектор родился в 1764 году в нынешнем муниципалитете Каприаска, в кантоне Тичино (в Ровередо или Тессерете), в семье медика. У него было пять братьев и четыре сестры. Настоящее имя: Кристофоро Мария Алоизио, но звали его обычно по латинизированному имени «Алоизио», по-итальянски: Луиджи. Он переехал в Милан в очень молодом возрасте, чтобы изучать литературу, но предпочел Академию Брера, где начал изучать архитектуру под руководством Джузеппе Пьермарини.
В бурный период Наполеоновских войн Академия Брера испытывала потрясения. Летом 1797 года генералом Наполеоном Бонапартом в Северной Италии была создана Первая Цизальпинская республика, а в августе Пьермарини был уволен с поста государственного архитектора. В 1805 году республика была преобразована в Королевство Италия.
Луиджи Каноника был назначен официальным архитектором Цизальпинской республики. По инициативе Наполеона Бонапарта была создана специальная Комиссия для украшения Милана. В проектах зодчих было много утопических идей, которым не суждено было осуществиться. Члены комиссии находились под влиянием проектов архитекторов французского ампира. За время работы комиссии под руководством Каноники были созданы проекты Форта Бонапарта (1803) рядом с Кастелло Сфорцеско (Замком Сфорца), Арки мира (Arco della Pace). Каноника руководил украшением города к торжественному прибытию Бонапарта для провозглашения итальянским королём в 1805 году.
Луиджи Каноника возобновил проект Драматического театра (Teatro dei Filodrammatici) в Милане, примерно на 1000 мест, взяв за основу эскиз Пьермарини (1800). Он разработал проект центральной площади Милана, а также генеральный план развития города. Проект предусматривал перестройку Замка Сфорца в подчеркнуто неоклассических формах, создание «Foro Buonaparte» и «Гражданской арены» (Arena Civica) — амфитеатра неоклассического типа, вдохновлённого архитектурой древнеримских цирков с «маленьким палаццо», получившим название «Палаццина Аппиани» (1805). Каноника руководил созданием большого общественного парка (Parco di Monza). В 1808 году он работал над расширением сцены Театра Ла Скала, продолжив в 1814 году снос некоторых зданий на виа Верди. В 1809 году ему была поручена реконструкция Королевского дворца (Palazzo Reale) в Милане. Интерьеры дворца украсили фрески многих итальянских художников, включая Андреа Аппиани.
В 1810 году архитектору было присвоено звание кавалера ордена Железной короны.
С началом австрийского правления Луиджи Каноника потерял многие государственные должности, хотя и был избран в члены Академии изобразительных искусств в Вене. Он более не занимался крупными общественными проектами. С того времени сосредоточился в основном на выполнении частных заказов.
Он умер неженатым и бездетным в своем доме на улице Сант-Аньезе в Милане 7 февраля 1844 года и был похоронен в церкви Фоппонино-ди-Порта-Верчеллина, которой более не существует. Луиджи Каноника оставил для своего родного Тессерета ежегодное наследство в размере 1500 австрийских лир с обязательством тратить эти деньги на обучение «детей арифметике, чтению, письму и религии»; 40 000 лир на создание «детского сада и школы для дочерей», ежегодное завещание приходу в размере 300 лир в год на оплату органиста, который будет играть на обязательных праздниках.
Его именем названа улица в Милане. Луиджи Каноника был одним из главных представителей итальянского неоклассического движения вместе с архитекторами Джузеппе Валадье, Луиджи Канина, Джузеппе Пьермарини, Луиджи Каньола и многими другими. Луиджи Каноника считается одним из тех, кто создал облик классического Милана.

## Галерея

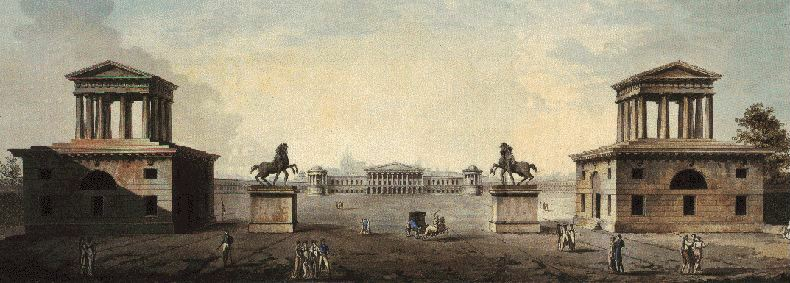
Дж. А. Антолини. Форум Бонапарта в Милане. Ок. 1801. Акварель
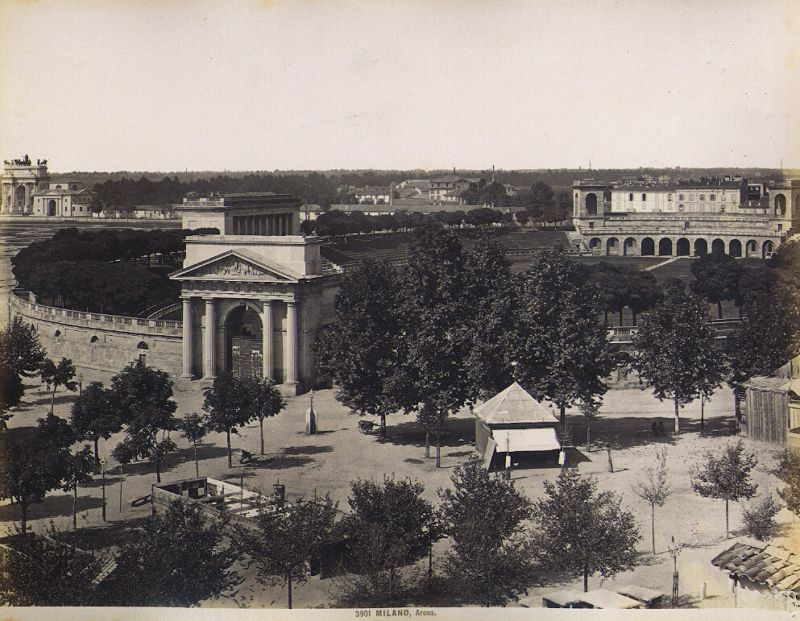
Городская арена (Arena Civica). Проект 1805 г. Фотография Дж. Броджи. Ок. 1880 г. За воротами на дальнем плане: «Палаццина Аппиани»
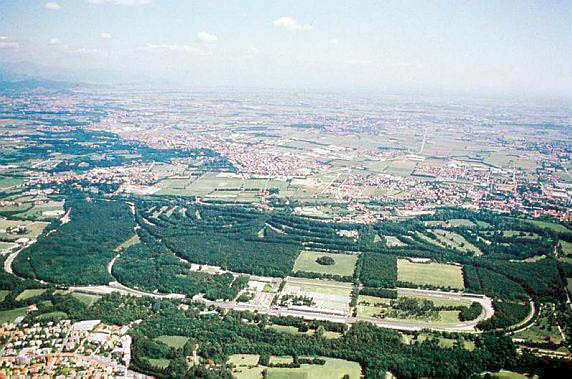
Парк Монца. Аэрофотосъёмка
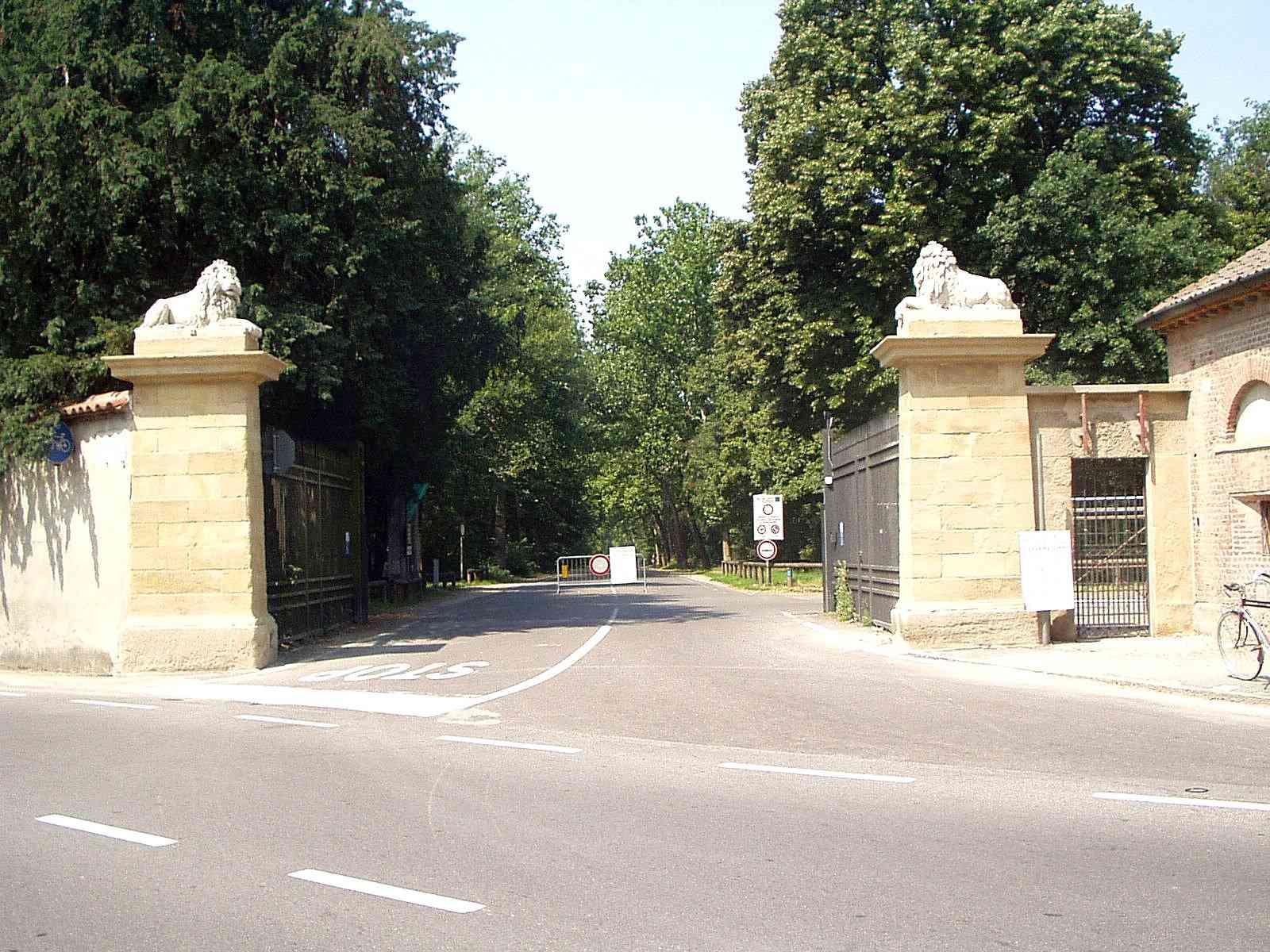
Парк Монца. Вход. Современный вид
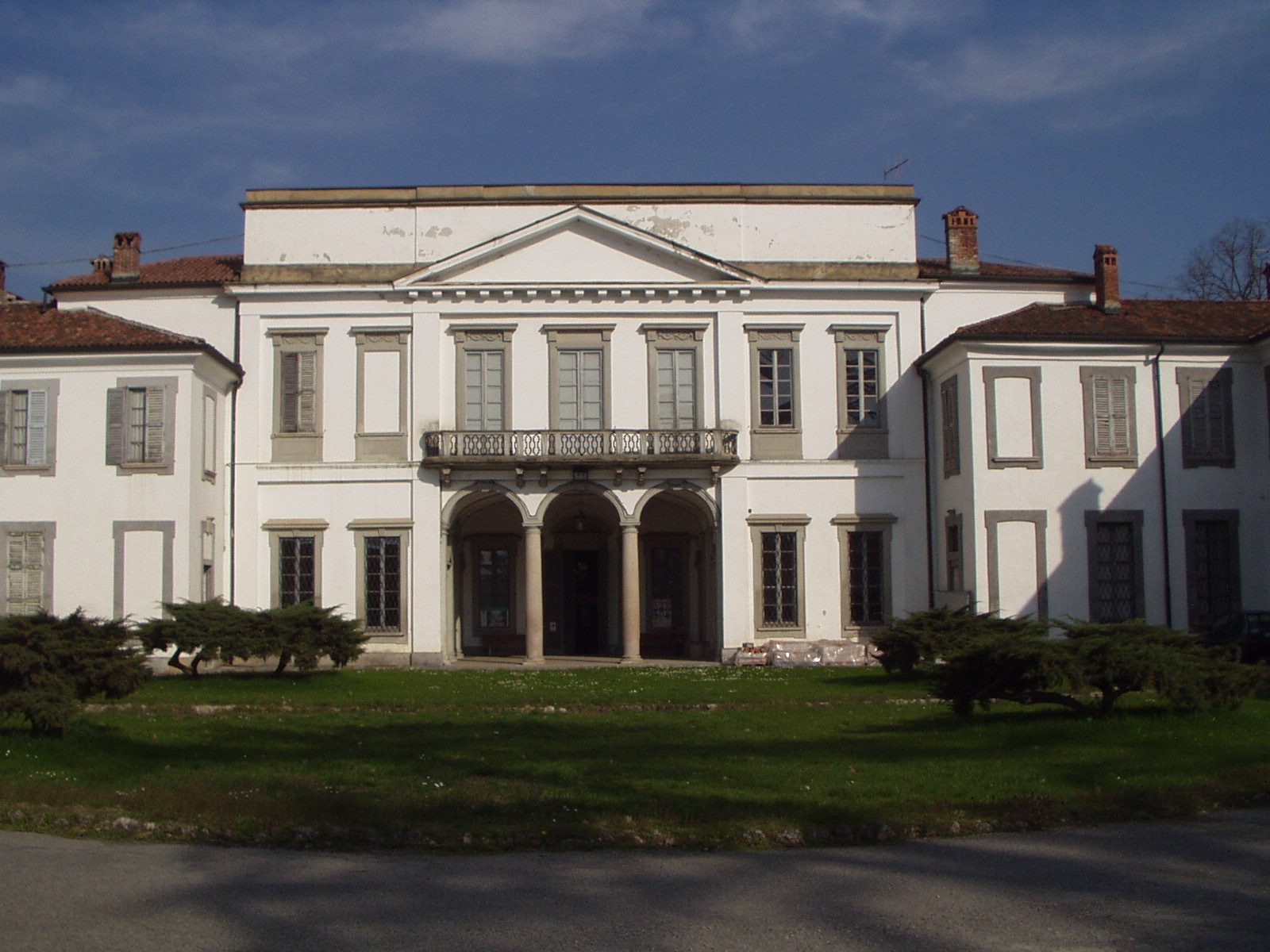
Вилла Мирабелло. Парк Монца. 1800-е гг.
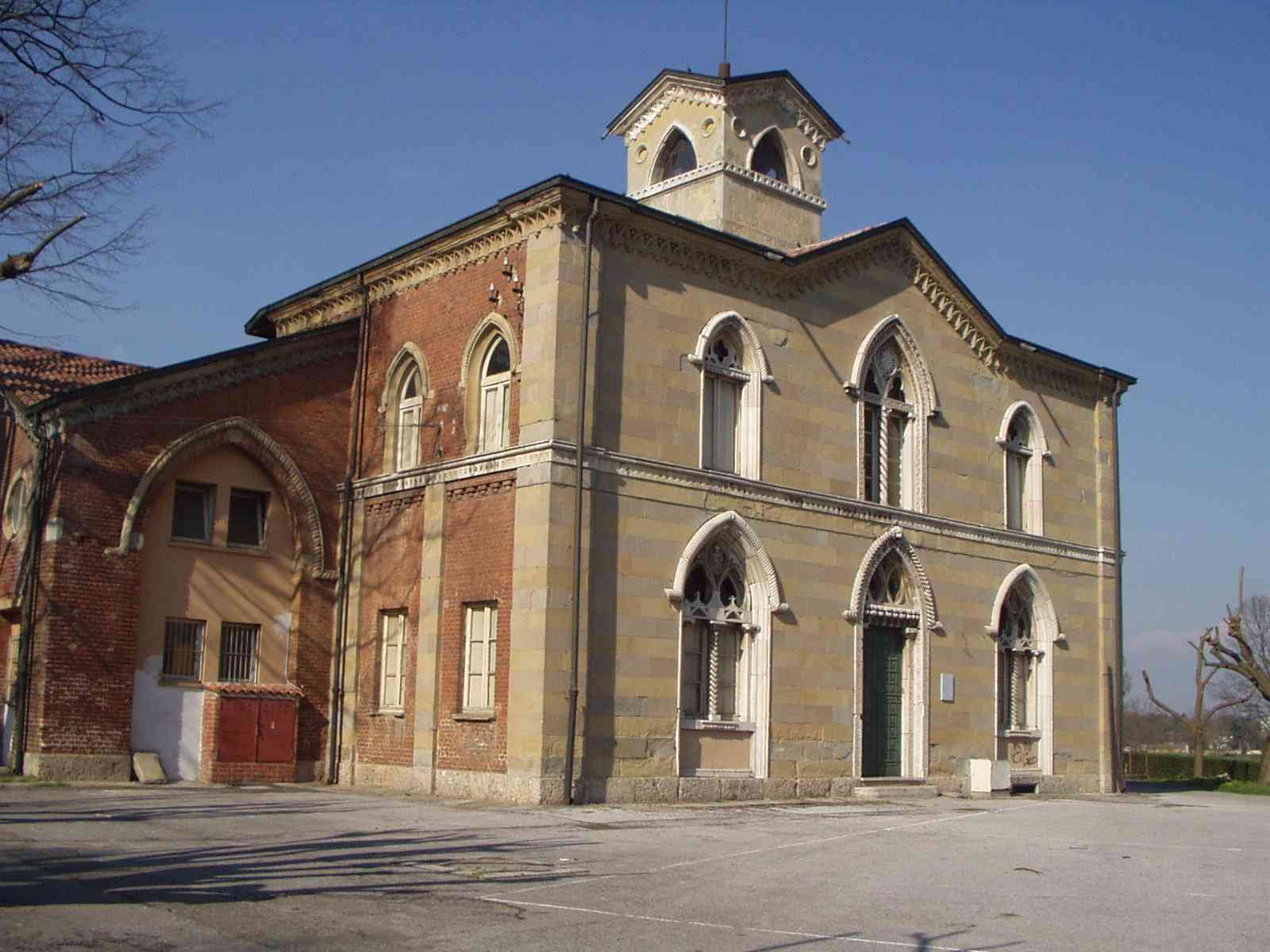
Сыроварня Сан-Феделе. Парк Монца
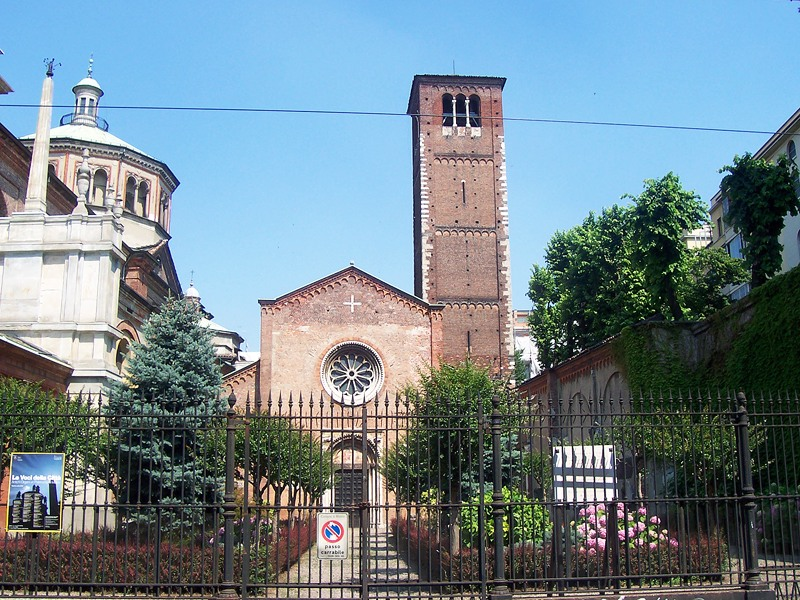
Церковь Сан-Чельсо. Перестройка фасада. Милан